# Kuchnia słoweńska

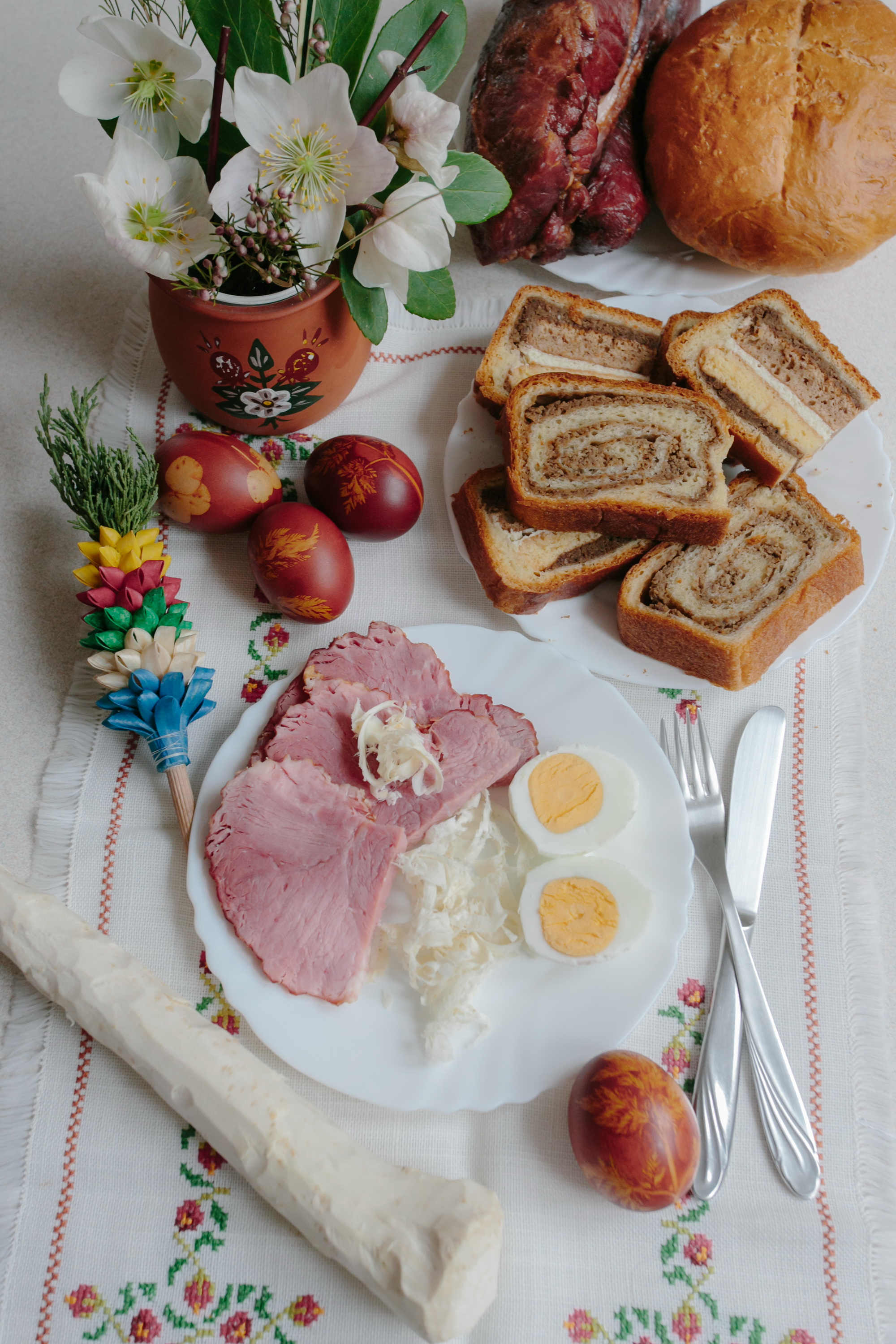
Potica oraz słoweńskie śniadanie wielkanocne

Kuchnia słoweńska – kuchnia pochodząca z terenu Słowenii. Wśród tradycyjnych potraw znajdują się:
- jota – zupa z ziemniaków, fasoli i kiszonej kapusty
- štrukli – rodzaj klusek
- frika – smażone ziemniaki z potartym serem i rozbełtanym jajkiem
- pršut – szynka suszona na słońcu i wietrze
- potica – świąteczne ciasto, drożdżowa rolada z nadzieniem orzechowym (w innych wariantach także makowym lub estragonowym)
- idrijski žlikrofi – pierożki z ziemniaczanym nadzieniem w kształcie kapelusza. od 2010 roku chronione przez UE jako danie tradycyjne[1][2].

Produkuje się w Słowenii wina typu:
- Cviček – lekkie, czerwone, z Dolnej Krainy
- Teran – mocne, czerwone, z Krasu
- Rebula – białe, wytrawne, ze słoweńskiego Przymorza